# Miniera di Serbariu

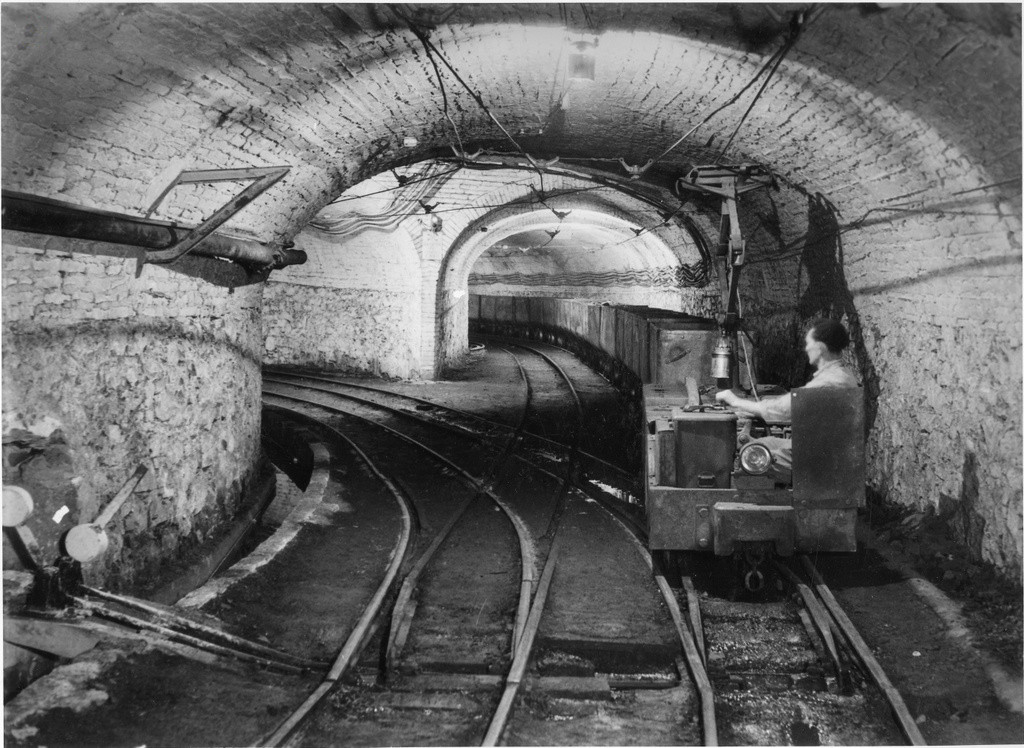
Galleria di servizio della miniera (1938)

La miniera di Serbariu è una miniera di carbone non più in attività, situata presso la città di Carbonia in Sardegna. Il sito minerario, attivo dal 1937 al 1964, è stato recuperato e ristrutturato e attualmente è sede del Museo del carbone.

## La storia

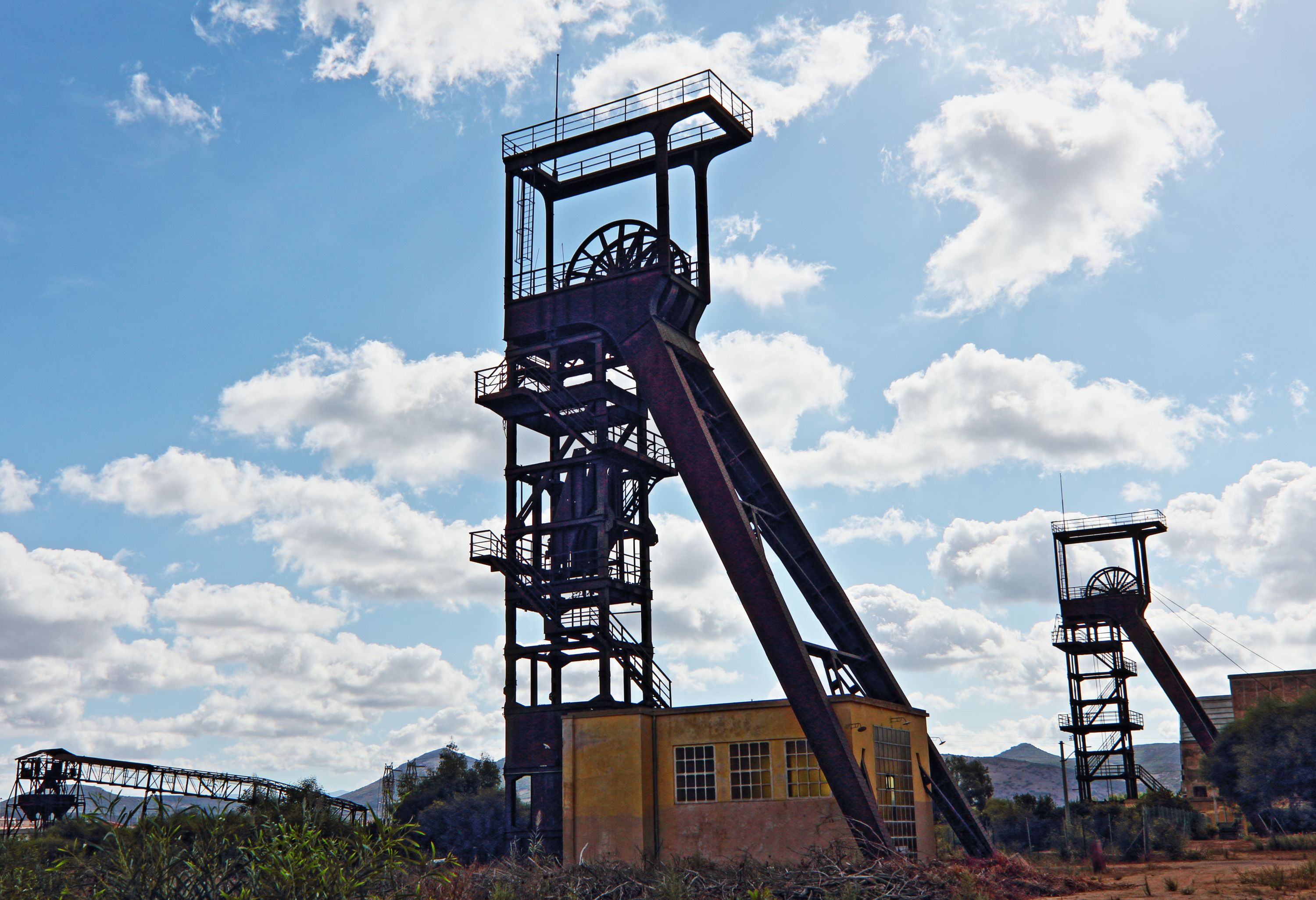
Le due torri degli ascensori della miniera, che conducevano rispettivamente nel pozzo 1 e 2

### Nascita e sviluppo
Negli anni 1936-1937, la Società mineraria carbonifera sarda operò nel bacino carbonifero del Sulcis un'intensa campagna di sondaggi di ricerca mineraria scoprendo e delineando un esteso giacimento di carbone a sud della miniera di Sirai (attiva dal 1918) e ad ovest della zona, dove venne costruita la città di Carbonia, città ideata e sviluppata sotto il fascismo in funzione della politica di economia autarchica
L'area venne richiesta in concessione con la denominazione di Serbariu nel 1937, e ufficialmente ottenuta il 18 gennaio 1939 con decreto del ministro segretario di Stato per le corporazioni (Gazzetta Ufficiale n.45 del 23 febbraio 1939). Subito iniziarono i lavori di allestimento della miniera ed i primi pozzi vennero scavati. Successivamente l'originaria estensione areale venne ampliata includendo le concessioni minerarie limitrofe e raggiungendo, nello sfruttamento, la profondità di 179 metri dalla superficie topografica (103 metri al di sotto del livello del mare).

### Declino

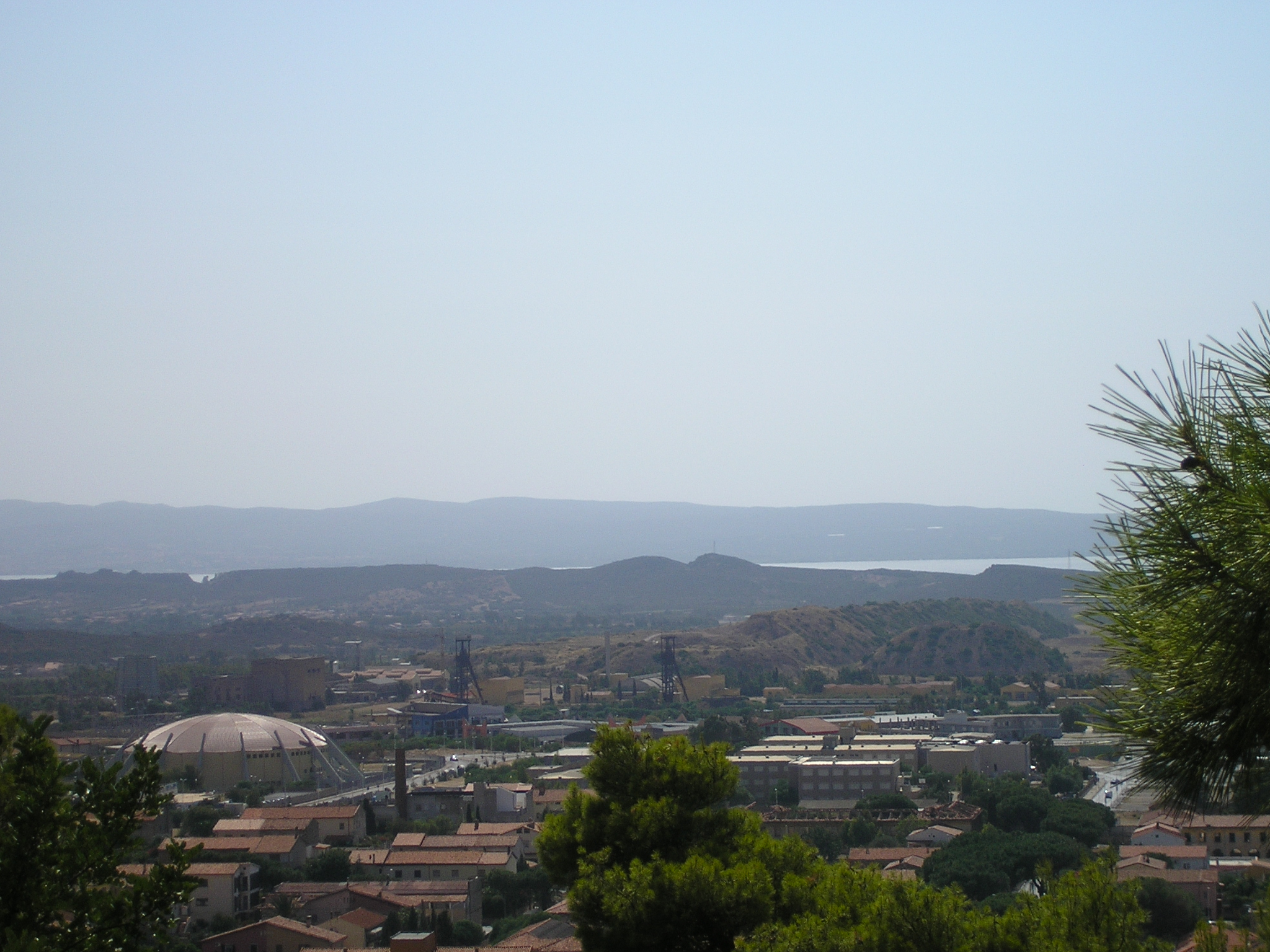
La miniera vista da monte Rosmarino

Negli anni cinquanta, in seguito all'ingresso dell'Italia nella CECA, con il ridimensionamento dell'intero settore minerario iniziò un periodo segnato da riassetti societari, chiusura di molti cantieri e dallo spostamento dell'attività verso il centro del bacino. Con la costruzione della nuova miniera di Seruci, si assistette ad un progressivo smantellamento del bacino carbonifero con una tendenza all'esodo.
Nel decennio 1947-57 il numero delle maestranze passò da 14.000 a 5.000 unità. È questo il periodo delle lotte e degli scioperi per la conservazione del posto di lavoro. Nel 1948 ebbe luogo uno fra i più lunghi scioperi della storia italiana: durò ben 72 giorni. La drastica riduzione dell'attività mineraria in una provincia basata sulla monoeconomia carbonifera fu la causa di una vasta emigrazione dall'area. Nel 1965 i restanti minatori furono assunti dall'Enel, la concessione mineraria venne rinunciata e i beni immobili passarono alla Regione Sarda, e poi da questa furono rivenduti alla MCS.

### La chiusura

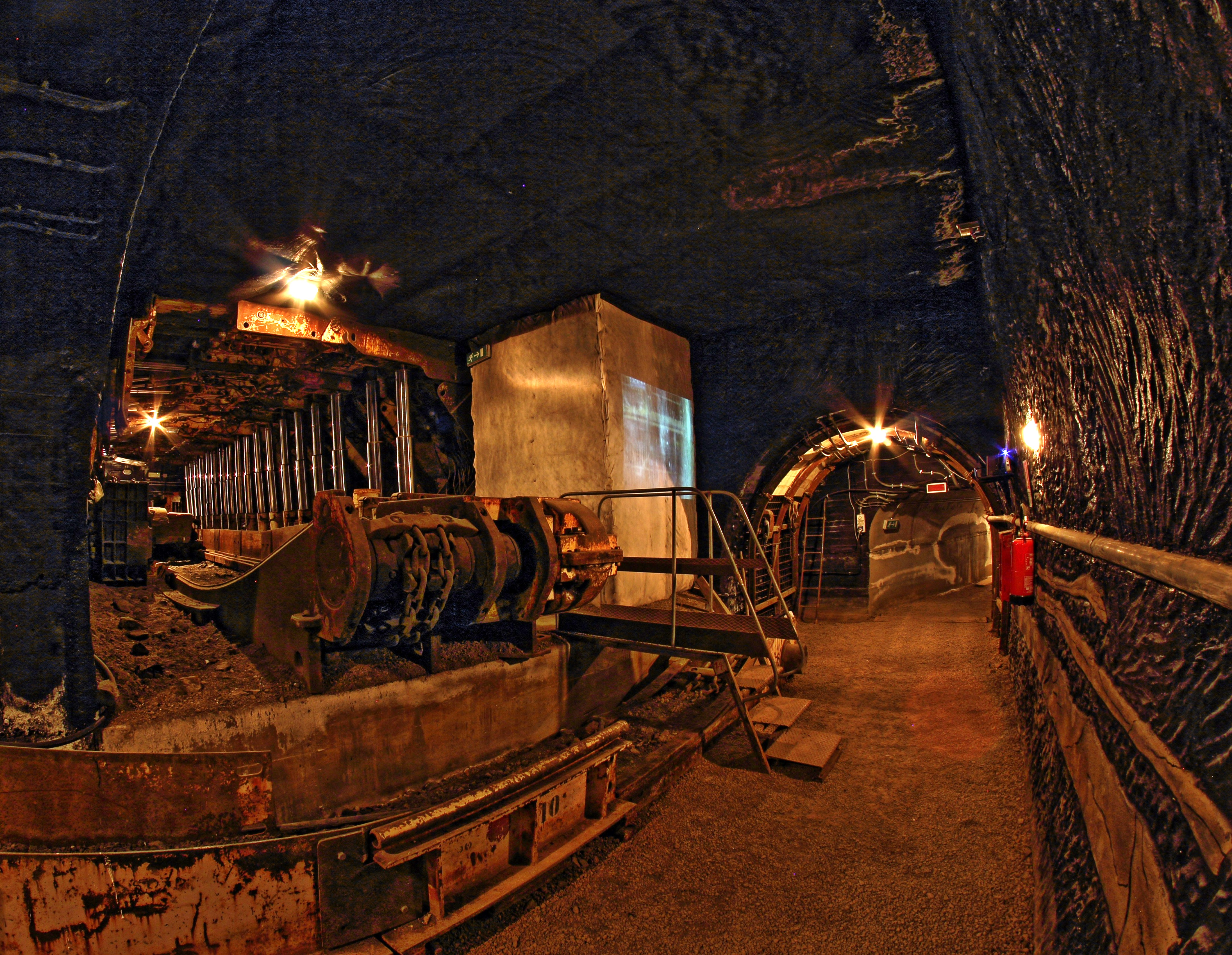
Incrocio di gallerie nella miniera trasformata in museo

La miniera di Serbariu venne chiusa ufficialmente nel 1971. Da allora gli impianti furono soggetti ad un rapido deterioramento e spoliazioni che condussero alla rovina edifici e macchinari. I fabbricati abbandonati divennero sede di attività artigianali e discariche e furono occupati dai senzatetto.
L'amministrazione comunale intervenne per acquisire il patrimonio immobiliare della ex miniera e per impedire lo smantellamento dei castelli minerari destinati alla rottamazione, fino a concludere l'acquisto del sito nel 1991. Da quella data sono stati elaborati diversi progetti di recupero e di riapertura al pubblico fino al 2002, anno di nascita ufficiale del primo cantiere per il restauro di un locale adibito alla conservazione delle lampade e di altri materiali infiammabili
I lavori si sono protratti fino a ottobre 2006. Oggi il sito minerario è stato riconvertito in Museo del Carbone, inaugurato il 3 novembre 2006; sono visitabili le principali strutture minerarie,una galleria sotterranea...